# Fokion
Fokion (ur. ok. 402 p.n.e., zm. 318 p.n.e.) – ateński polityk i dowódca wojskowy.

## Życiorys
Był niskiego stanu, ale w młodości otrzymał staranne wykształcenie. Studiował filozofię w Akademii pod kierunkiem Platona i Ksenokratesa, uczył się strategii walcząc pod dowództwem Chabriasa.
Należąc do stronnictwa arystokratycznego, był przeciwnikiem Demostenesa i stronnictwa demokratycznego. Jako szef partii pokoju nigdy nie nawoływał otwarcie do popierania Macedonii, choć był zwolennikiem Filipa Macedońskiego. 45 razy został wybrany strategiem. Zdołał doprowadzić do tego, że Eubea (w 350 p.n.e.) i Megara (w 341 p.n.e.) nie zostały zajęte przez Filipa Macedońskiego. Był dowódcą floty ateńskiej w 340 p.n.e., gdy ocaliła ona Bizancjum oblegane przez wojska macedońskie. Dowodził również flotą w Hellesponcie w dniu klęski pod Cheroneją w 338 p.n.e. Po bitwie wybrany został głównodowodzącym armii ateńskiej i podjął wtedy z Filipem negocjacje zakończone pokojem na niezbyt dotkliwych dla Ateńczyków warunkach.
W 336 p.n.e. sprzeciwił się powstaniu przeciwko synowi i następcy Filipa Aleksandrowi. Pozostał szefem stronnictwa pokoju przez cały okres panowania Aleksandra i nadal cieszył się popularnością dzięki skromności i uczciwości, ale też i surowości.

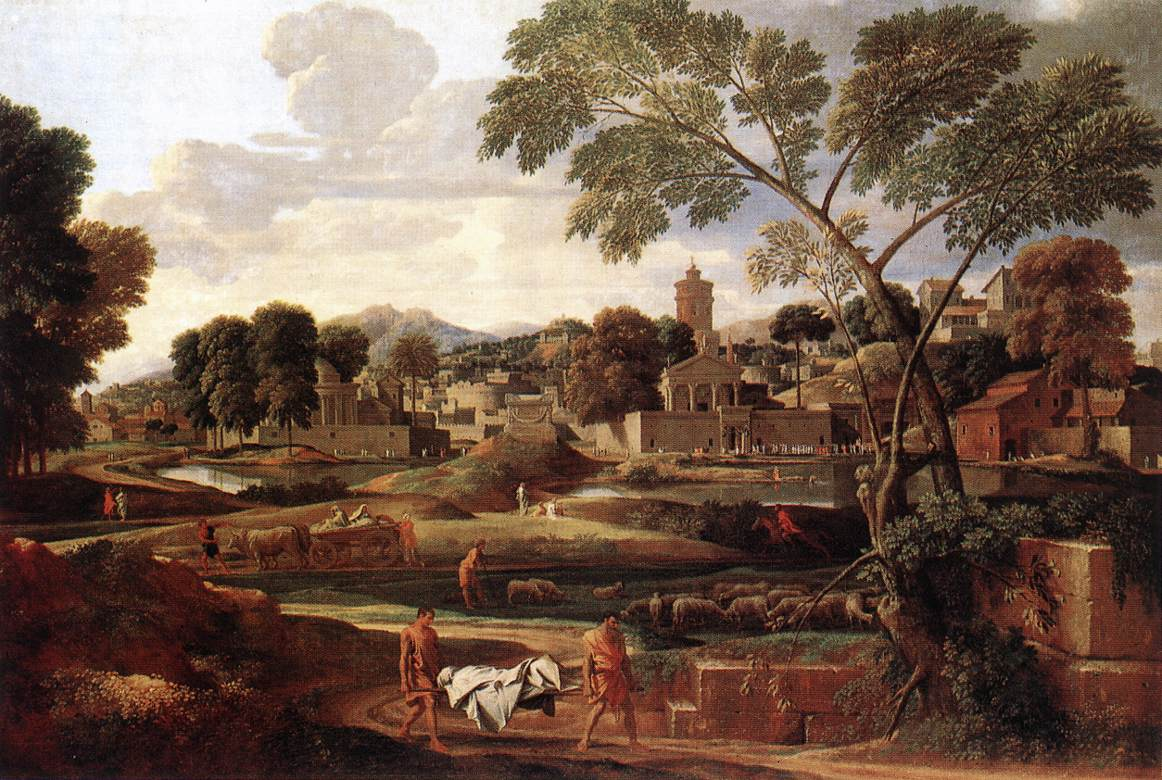
Pogrzeb Fokiona, obraz Nicolasa Poussina z 1648

Po klęsce wojny lamijskiej w 322 p.n.e. władzę przejęło stronnictwo optujące za wojną z Macedonią. Fokion został wysłany z poselstwem do Antypatra, który domagał się wygnania Demostenesa i przywódców partii demokratycznej.
Ateńczyk zdeklarował się po stronie Kasandra, syna Antypatra, który rozkazał Nikanorowi zajęcie twierdzy Munychia w pobliżu Pireusu. Jednak Aleksander, syn Polysperchona, przeciwnik Kasandra, zajął Pireus i doprowadził do przejęcia władzy przez wrogów Fokiona, którzy skazali go na wypicie cykuty. Nieco później Kasander zajął Ateny i przywrócił władzę oligarchii, która urządziła Fokionowi publiczny pogrzeb.